# Nebalia dahli
Nebalia dahli is een kreeftachtigensoort uit de familie van de Nebaliidae. De wetenschappelijke naam van de soort is voor het eerst geldig gepubliceerd in 1989 door Kazmi & Tirmizi.